# Lucky Comics
Lucky Comics ou plus anciennement Lucky Productions est une maison d'édition de bande dessinée fondée en 1990. Elle est filiale de Dargaud.

## Historique
En 1991, L'Amnésie des Dalton est le premier Lucky Luke édité par Lucky Productions. L'activité se poursuivra jusqu'en 1999, le dernier album étant Marcel Dalton (publié en octobre 1998).
En 1999, Lucky Comics est née d'un partenariat entre Dargaud, Lucky Productions et Morris. La société est dédiée à l'exploitation des droits attachés à la série Lucky Luke et aux personnages dérivés comme Rantanplan, les Dalton ou Kid Lucky. 
En ce qui concerne l'édition, les albums précédemment édités chez Dargaud (depuis La Diligence en 1968) et chez Lucky productions (depuis L'Amnésie des Dalton en 1991) ont été réédités chez Lucky Comics. 
Aux albums de Lucky Luke, s’ajoutent les deux titres de Kid Lucky, par Jean Léturgie et Pearce, et les vingt Rantanplan, par Michel Janvier et Vittorio Leonardo.
À la mort de Morris, en 2001, la filiale comptait 39 titres. Depuis, les albums de la série Les Aventures de Lucky Luke d'après Morris, dessinés par Achdé et scénarisés par Laurent Gerra, se sont ajoutés à la liste.
Depuis 2011, Lucky Comics édite également Les aventures de Kid Lucky d'après Morris signés Achdé.
À l'occasion des 70 ans du personnage, deux albums hors-série sont publiés par Lucky Comics : le  1er avril 2016 une version semi-réaliste, intitulée L'Homme qui tua Lucky Luke, écrite et dessinée par Matthieu Bonhomme. Puis le 27 janvier 2017, Guillaume Bouzard signe une version résolument comique et parodique, intitulée Jolly Jumper ne répond plus.
En juin 2021 sort Lucky Luke se recycle, édition française d'une vision parodique de l'auteur allemand Mawil publié initialement en 2019 en version originale.